# Gornji Milanovac
Gornji Milanovac (en idioma serbio: Гoрњи Милановац, [ɡôːrɲiː mǐlanoʋats]ⓘ) es una ciudad y un municipio situados en la región de Serbia Central, en Serbia. Su nombre significa "Alto Milanovac", y existe también en el país Donji Milanovac, que significa "Bajo Milanovac" (Milanovac deriva del nombre eslavo Milan, uno de los más abundantes en Serbia).
La población de la ciudad es 24.216, mientras que la población del municipio es de 44.406.
La ciudad fue fundada en el año 1853. Hasta 1859 fue llamada Despotovac, basado en el del río que pasa por la ciudad, el Despotovica. En 1859, el nombre fue cambiado a Gornji Milanovac a petición del príncipe de Serbia Miloš Obrenovic.

## Historia
Inicialmente el asentamiento que se convertiría en Gornji Milanovac (antes de 1853) se encontraba en la zona del actual pueblo de Brusnica. El municipio original fue llamado Despotovac en honor al río Despotovica que pasaba por el mismo (a su vez el río tomó el nombre del déspota de Serbia, Đurađ Branković, un gobernante medieval). El 22 de abril de 1852 Despotovac (más tarde Gornji Milanovac) fue planificada en un lugar llamado Divlje Polje. Algunas de sus edificaciones e infraestructuras fueron obra del ingeniero alemán Indižir Schultz de Pančevo. El nombre de Gornji Milanovac fue formalizado por orden de Miloš Obrenović I, príncipe de Serbia, en 1859, en honor a su hermano Milan.
La ubicación de Gornji Milanovac confirma que esta área fue habitada en la prehistoria, y en sus alrededores se han encontrado asentamientos de ilirios, tracios, dacios, algunos vestigios celtas y godos e importantes asentamientos romanos. En la montaña Rudnik se conoce la existencia de un templo romano dedicado a Terra Mater. Hay poca información sobre los eslavos y sus asentamientos.
La ciudad tuvo una importancia significativa durante el Primer Levantamiento Serbio contra el Imperio Otomano, pero más aún durante el Segundo Levantamiento Serbio, que finalizó con la autonomía respecto a los turcos.
Durante la ocupación de la Primera Guerra Mundial, la población en Gornji Milanovac fue sometida al terror y a crímenes de guerra, mientras que durante la Segunda Guerra Mundial la mayor parte de sus infraestructuras fueron destruidas, sufriendo una importante pérdida de población y la población. Durante el bombardeo de la OTAN sobre Yugoslavia de 1999, la ciudad fue bombardeada en dos ocasiones, dañando el repetidor de televisión.

## Geografía
Gornji Milanovac está situada en el centro geográfico de Serbia, la región de Serbia Central, y administrativamente pertenece al distrito de Moravica. Está rodeada por las montañas Rudnik al norte y Vujan por el sur.
Los principales ríos que fluyen a través de Gornji Milanovac son el Despotovica, el Dičina y el Čemernica, y hay una importante variedad de fuentes de agua subterránea y fuentes de agua termo-mineral.
El centro de la ciudad se sitúa junto a la Ruta europea E763, entre las ciudades de Ljig al norte y Čačak al sur. En 2014, el Gobierno de Serbia redactó un plan espacial para la nueva línea de ferrocarriles electrificados Belgrado-Sarajevo, donde Gornji Milanovac podría ser uno de los centros regionales.

## Demografía

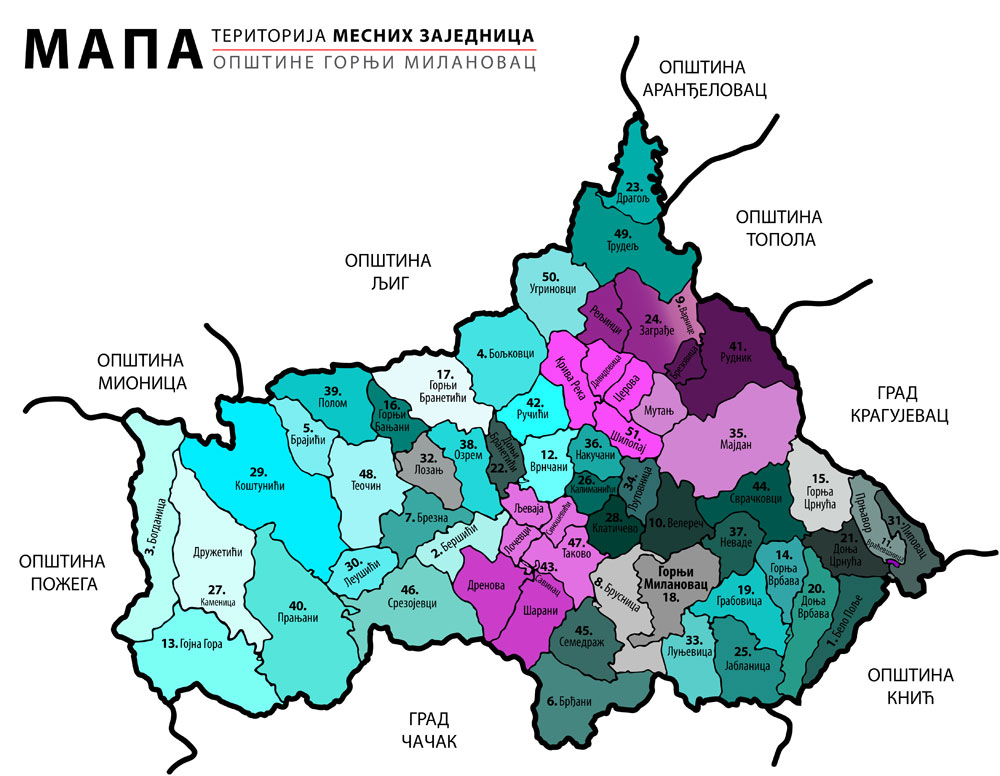
Mapa de asentamientos de la municipalidad de Gornji Milanovac.

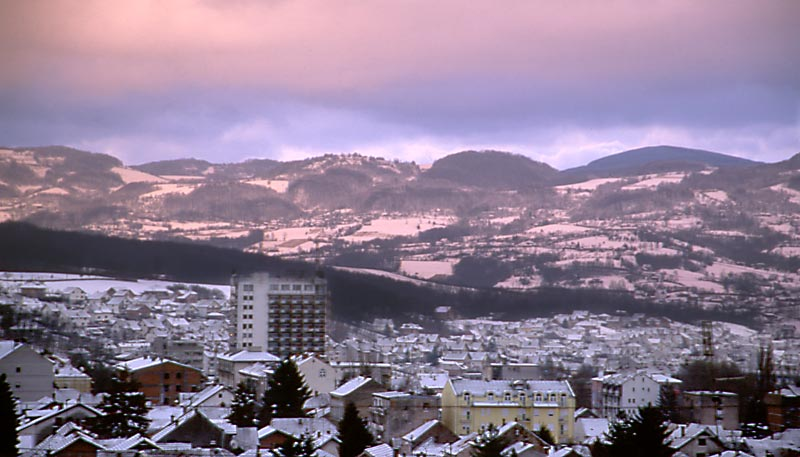
Panorama de la ciudad bajo la nieve en 2007.

Según el censo de 2011, la composición de la población de la ciudad es la siguiente:
- Hombres: 21.802, con una media de edad de 42,4 años.
- Mujeres: 22.604, con 43,7 años de media.

Composición étnica:
| Grupo étnico  | Personas |
| ------------- | -------- |
| Serbios       | 43.453   |
| Romaníes      | 178      |
| Montenegrinos | 81       |
| Macedonios    | 49       |
| Croatas       | 34       |
| Yugoslavos    | 31       |
| Otros         | 580      |
| Total         | 44,406   |

## Deportes
La ciudad es sede de varios clubes profesionales de los deportes más populares en el país. El principal equipo de fútbol es el FK Metalac Gornji Milanovac, que compite en la Superliga de Serbia y juega sus partidos en el estadio de la ciudad, el Estadio Metalac.

## Ciudades hermanadas
| - Gmunden, Austria - Travnik, Bosnia Herzegovina - Vlasenica, Bosnia Herzegovina - Pleven, Bulgaria - Plovdiv, Bulgaria - Požega, Croacia - Édessa, Grecia | - Bitola, Macedonia del Norte - Kavadarci, Macedonia del Norte - Staro Nagoričane, Macedonia del Norte - Strumica, Macedonia del Norte - Budva, Montenegro - Kotor, Montenegro - Mosjøen, Noruega | - Nowogard, Polonia - Brăila, Rumania - Herăști, Rumania - Kamnik, Eslovenia - Sežana, Eslovenia - Slovenj Gradec, Eslovenia - Bursa, Turquía |

## Personalidades célebres
- Hadži-Prodan Gligorijević, militar serbio comandante durante la Primera Insurrección Serbia.
- Momčilo Nastasijević, poeta y novelista serbio.
- Draga Mašin, reina y esposa del rey Alejandro I de Serbia.
- Ljubica Vukomanović, princesa consorte del Principado de Serbia, esposa de Miloš Obrenović I.
- Dragiša Vasić, abogado serbio y yugoslavo, escritor, publicista y militar.
- Uroš Petrović, poeta serbio.